# Остин
Вижте пояснителната страница за други значения на Остин.
О̀стин (на английски: Austin) е столицата на щата Тексас в САЩ. Той е и окръжен център на окръг Травис. Намиращ се в Централен Тексас, Остин е 11-и по население град в САЩ и 4-ти по население град в Тексас. Между 2000 и 2006 г. Остин е бил трети най-бързо растящ град. Остин е и втората най-голяма столица на щат в САЩ.
Има население от 885 400 души (юли 2013 г.). Метрополната област Остин – Сан Маркос е с население от 1 833 051 души (2013). В Остин се намира един от най-големите публични университети в САЩ – Тексаският университет.

## Побратимени градове
Остин има 13 побратимени градове.
| Страна                   | Град        | Държава / Област / Регион / Щат | Дата |
| ------------------------ | ----------- | ------------------------------- | ---- |
| Австралия                | Аделаида    | Южна Австралия                  | 1983 |
| Франция                  | Анже        | Пеи дьо ла Лоар                 | 2011 |
| Турция                   | Анталия     | Анталия                         | 2009 |
| Южна Корея               | Гуанмьон    | Гьонги                          | 2001 |
| Великобритания           | Хакни       | Източен Лондон                  | 2014 |
| Германия                 | Кобленц     | Рейнланд-Пфалц                  | 1991 |
| Перу                     | Лима        | Лима                            | 1981 |
| Лесото                   | Масеру      | Масеру                          | 1978 |
| Япония                   | Оита        | Префектура Оита                 | 1990 |
| Нигерия                  | Орлу        | Щат Имо                         | 2000 |
| Мексико                  | Салтильо    | Коауила де Сарагоса             | 1968 |
| Република Китай (Тайван) | Тайчун      | Централен Тайван                | 1986 |
| Китай                    | Сишуанбанна | Провинция Юннан                 | 1997 |

## Известни личности
Родени в Остин
- Джон Варли (р. 1947), писател
- Златен прах (р. 1969), кечист
- Кенет Кокрил (р. 1950), астронавт
- Елар Колтрейн (р. 1994), актьор
- Тимъти Копра (р. 1963), астронавт
- Пол Лондон (р. 1980), кечист
- Мики Мадън (р. 1979), музикант
- Бенджамин Маккензи (р. 1978), актьор
- Нели (р. 1974), певец
- Маршал Олман (р. 1984), актьор
- Сиара (р. 1985), певица
- Итън Хоук (р. 1970), актьор
- Амбър Хърд (р. 1986), актриса

Починали в Остин
- Робърт Нойс (1927-1990), предприемач